# Louise Julie Constance de Rohan-Rochefort

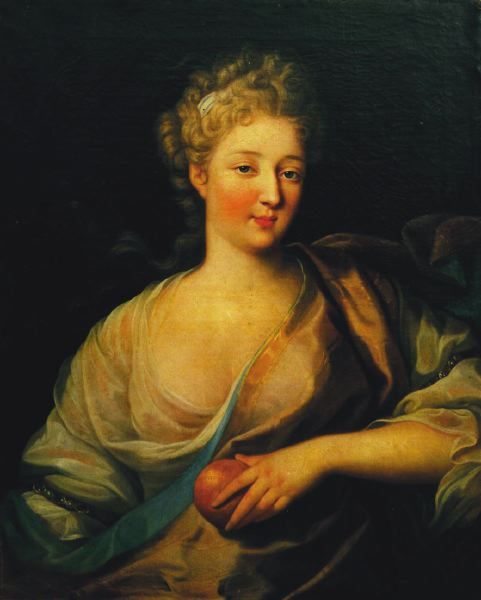
Die Comtesse de Brionne als Venus oder Helena, Ölgemälde Jean-Baptiste Greuze zugeschrieben, 18. Jahrhundert

Louise Julie Constance de Rohan-Rochefort, durch ihre Ehe Comtesse de Brionne (* 28. März 1734; † 20. März 1815 in Wien) war eine Angehörige der Familie Rohan.
Sie war eine als platonisch empfundene Leidenschaft des Königs Ludwig XV. und (als Witwe) die Geliebte des Herzogs von Choiseul, den sie in sein Exil auf Schloss Chanteloup (1770–1774) begleitete. Sie war die einzige Frau, die das Amt des Großstallmeisters von Frankreich ausübte, war Schlossherrin in Limours und emigrierte während der Französischen Revolution.

## Leben
Louise Julie Constance war nach Éléonore-Louise-Constance (1728–1792) und Charles Jules Armand de Rohan, Prince de Rochefort (1729–1811) das dritte Kind aus der Ehe von Charles de Rohan-Rochefort, Prince de Rochefort (1693–1766), mit Éléonore Eugénie de Béthisy de Mézières (1706–1757).
Nachdem sie am 10. Dezember 1742 als Kanonikerin in Remiremont aufgenommen worden war, heiratete sie am 30. Oktober 1748 in der Abtei Penthemont in Paris (deren Äbtissin seit 1743 ihre Tante mütterlicherseits, Marie-Catherine de Béthizy de Mézières, ist) Louis Charles de Lorraine, Comte de Brionne et de Braine (* 10. September 1725; † 28. Juni 1761), den kinderlosen Witwer von Louise Charlotte de Gramont (1725–1742) und Augustine de Coëtquen (1722–1746). Die Trauung wurde von Prinz Louis-Constantin de Rohan vollzogen. Das Paar bekam vier Kinder:
- Charles Eugène (* 25. Oktober 1751[4] in Versailles; † 21. November 1825 in Wien), Prince de Lorraine, genannt Prince de Lambesc, Besitzer des Herzogtums Elbeuf und 14. August 1763 bis 1789 Herzog von Elbeuf, 1761–1789 Comte de Brionne, 11. Juni 1761 (Eid) bis 1790 Großstallmeister von Frankreich, 1814 Pair de France, 1817 erblicher Duc-Pair; ⚭ (1) 20. Mai 1803 in Lemberg, getrennt, Anna Zetzner (* 14. Februar 1764; † 5. Juni 1814 in Wien) Witwe von Joseph Paul Fürst Sanguszko-Lubartowicz, geschieden von Nestor Kasimir Prinz Sapieha, Witwe von Gaston Graf Potocki; ⚭(2) 23. Januar 1816[5], geschieden 1817, Maria Viktoria Gräfin Folliot de Crenneville (* 14. August 1766; † 19. Oktober 1845 in Wien), Tochter von François Mérédic Folliot, Seigneur de Crenneville, und Anne Pierrette Charlotte de Poutet, Witwe von François Charles de Poutet und Franz de Paula Karl Graf von Colloredo-Waldsee
- Marie Joséphe Thérèse (* 26. August 1753 in Versailles[6]; † 8. Februar 1797 in Turin), genannt Princesse d’Elbeuf, bestattet in Superga; ⚭ 3. November 1768 in Oulx[7] Viktor Amadeus II. von Savoyen, Fürst von Carignan (* 31. Oktober 1743; † 10. September 1780[8])
- Anne Charlotte (* 11. November 1755; † 22. Mai 1786), genannt Princesse de Lorraine, 1775 Koadjutorin und 1784 Äbtissin von Remiremont
- Joseph Marie (* 23. Juni 1759; † 29. März 1812 in Szeged), Prince de Vaudémont, bestattet in der Franziskanerkirche von Szeged; ⚭ 30. Dezember 1778 in Paris Louise Auguste Elisabeth Marie Colette de Montmerency-Logny (getauft 31. Mai 1763 in Gent; † 31. Dezember 1832 in Paris), Princesse de Montmorency, Tochter von Louis Ernest Gabriel de Montmorency, Comte de Logny (Haus Montmorency)

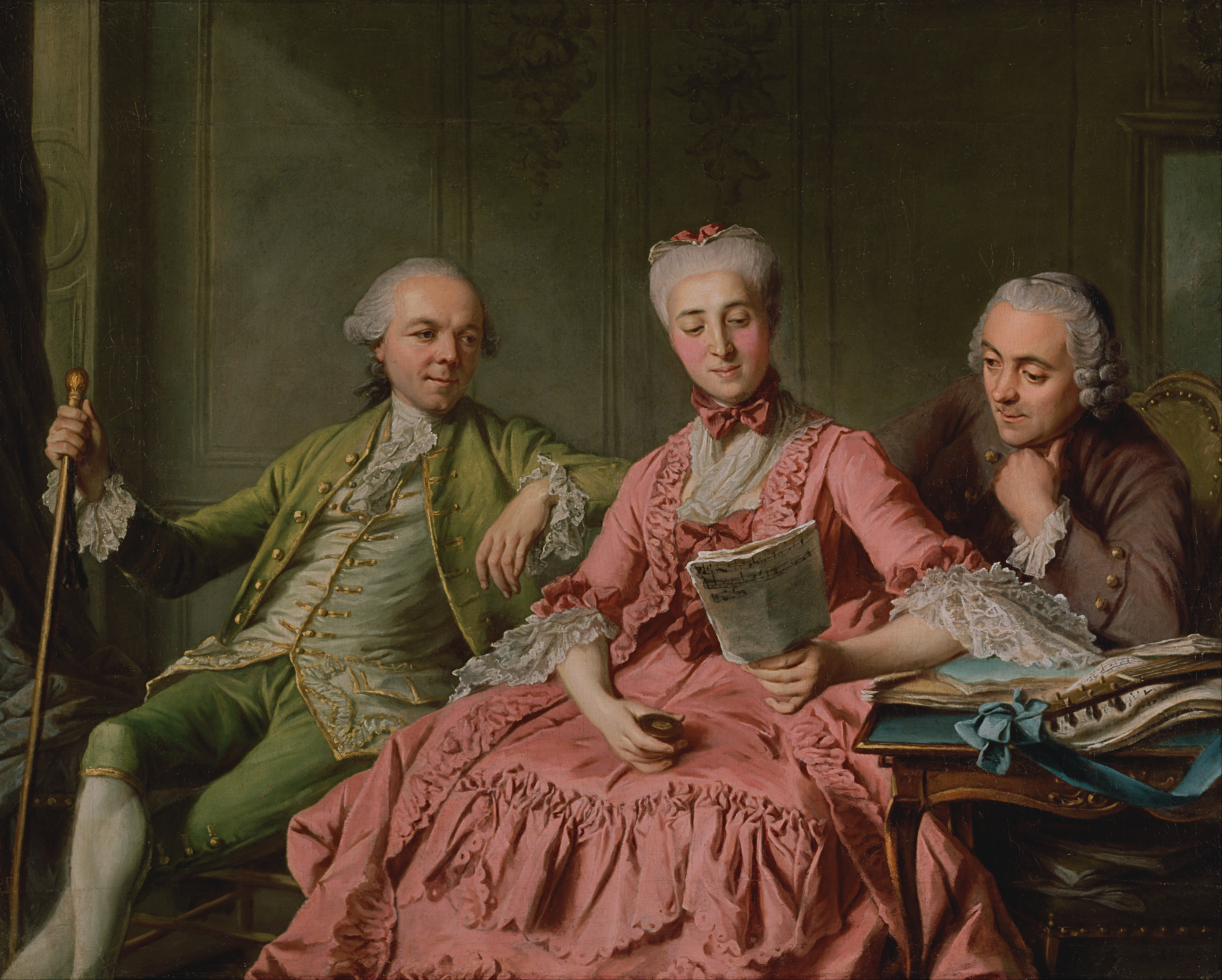
Vermutliches Porträt des Herzogs von Choiseul und zwei Begleitern (wohl die Comtesse de Brionne und der Abbé Barthélemy), Ölgemälde von Jacques Wilbaut, um 1775, Getty Center, Los Angeles

### Eine Frau mit einem starken Willen
Ihr Mann starb im Mai 1761 nach einem Jagdunfall. Obwohl der König dem Verstorbenen versprochen hatte, seine Ämter an dessen Sohn weiterzugeben, musste die Gräfin dafür kämpfen, dass der Monarch sein Wort hielt. Als enge Freundin des Herzogs von Choiseul erreichte sie jedoch, dass der König ihrem Sohn das Amt des Großkämmerers von Frankreich übergab, obwohl er noch ein Kind war. Sie hingegen übte dieses Amt tatsächlich aus – als einzige Frau – bis sie es an ihren Sohn weitergab, als dieser zwanzig Jahre alt war. Der Hof nannte sie in dieser Zeit „Madame la Grande“, so wie jeder männliche Großstallmeister „Monsieur le Grand“ tituliert wurde.
Die Memoiren von Jean-François Marmontel beschreiben, wie sie den Salon von Madame du Deffand besuchte und auch selbst in ihrem eigenen Salon an der Place du Carrousel Gäste empfing: „Die neuen Märchen, die ich damals machte und die diese Damen als Erste zu hören bekamen, waren vor oder nach dem Abendessen eine amüsante Lektüre für sie. Man verabredete sich, um sie zu hören; und wenn das kleine Abendessen durch irgendein Ereignis ausfiel, versammelte man sich zum Abendessen bei Madame de Brionne. Ich muss gestehen, dass mir der Erfolg meiner Lesungen in diesem kleinen Kreis, in dem Geist, Geschmack, Schönheit und alle Grazien meine Richter oder vielmehr meine Applaudierer waren, nie mehr geschmeichelt hat als der Erfolg meiner Lesungen. Es gab weder in meinen Gemälden noch in meinem Dialog auch nur einen einzigen zarten oder feinen Zug, der nicht lebhaft empfunden wurde; und das Vergnügen, das ich verursachte, hatte den Anschein von Verzückung“.
Die Gräfin von Brionne kaufte am 18. März 1775 von den Erben von Guillaume de Lamoignon de Montevrault das Schloss Limours, das nacheinander Kardinal Richelieu und Gaston d’Orléans gehört hatte. Ihre Entscheidung, den damals stark verfallenen Westflügel nicht zu erhalten, führte dazu, dass der große Ballsaal mit seinen Holzvertäfelungen und seinem Dach, die dem Architekten Philibert Delorme zu verdanken waren, verschwand, wodurch der Innenhof neu beleuchtet wurde.

### Ungnade, Unpopularität und Exil
Unter der Herrschaft von König Ludwig XVI. wurde die Gräfin von Brionne, obwohl sie durch Heirat dem Haus Lothringen angehörte, aus dem auch Königin Marie Antoinette stammte, am Hof nicht gut aufgenommen: die zwanzig Jahre jüngere Königin schätzte vor allem Gleichaltrige und verschmähte Ältere unabhängig von ihrem Rang.
Einige Jahre später war das Haus Rohan an zwei aufsehenerregenden Skandalen beteiligt:
- 1782 der Bankrott des Prinzen Guémené, während dessen Verwandte Victoire de Rohan Gouvernante der königlichen Kinder Frankreichs (des Dauphins und seiner Schwestern) war, und
- 1786 die Verurteilung des Großalmoseniers von Frankreich, des Kardinals Rohan, der in die Halsbandaffäre verwickelt war.

Die Skandale brachten den verschwenderischen Lebensstil der Mitglieder der großen Familien und die Korruption am Hof ans Licht und führten insbesondere dazu, dass alle Mitglieder des Hauses Rohan in Ungnade fielen.
Die Gräfin emigrierte schließlich während der Französischen Revolution. Sie wurde dabei in einer Stadt verhaftet, die Laure Junot d’Abrantès in ihren Memoiren für Châlons-en-Champagne hält, wo sich Jean Andoche Junot, der Ehemann der Erzählerin, mit seinem Regiment aufhält: „Man sagte, Madame de Brionne nehme die Diamanten der Krone mit; sie war die Mutter des Prinzen von Lambesc, dessen Name dem Volk wegen seiner Affäre in den Tuilerien verhasst war; außerdem gehörte sie zum Haus Lothringen, und das war genug, um sie verdächtig zu machen: Sie wurde also verhaftet; aber Junot ist es zu verdanken, dass dieser Schritt, der für die Betroffene sehr alarmierend hätte sein können, keine andere unangenehme Folge hatte als die Tatsache ihrer Verhaftung.“ Sie konnte also wieder abreisen, nicht ohne Junot ein Kästchen mit ihrem Porträt zu schenken, das dieser sein Leben lang aufbewahrte.
Ihre jüngste Tochter, die Äbtissin von Remiremont, war gesundheitlich angeschlagen und starb bereits 1786. Die älteste Tochter starb 1797. Prinz Joseph schließlich, der 1791 mit seinem Bruder emigriert war und als Offizier in der österreichischen Armee diente, starb 1812 in Ungarn. Ihr einziges Enkelkind, der Prinz von Carignan, starb frühzeitig im Jahr 1800 und hinterließ einen Sohn, Charles-Albert.
Am 20. März 1815, nur wenige Tage nach dem Besuch ihres „alten Freundes“ Talleyrand, der sich zu diesem Zeitpunkt auf dem Wiener Kongress befand, starb sie in Wien.

## Zeitgenössische Urteile
- „Sie war die Schönheit selbst und die allumfassende Weisheit. Sie hatte eine wohlgeformte, hohe Taille, eine würdige Haltung und ein imposantes, hilfsbereites und sanftes Aussehen. Sie war eine christliche Juno, heraldisch, und immer gut gepudert, gut an die Hermeline der Bretagne angelehnt und mit Lothringer Kreuzen in Hülle und Fülle gesprenkelt. Sie hatte eine ganz besondere Art, ihr Rot platzieren zu lassen, nämlich in einer absolut geraden Linie ganz nah an den Augen, deren Glanz diese Schicht aus glänzendem Karmin mit Silberglasur nicht minderte, während die drei anderen unteren und seitlichen Linien mit vollkommener Anmut in Kurven abgerundet verliefen, in gleichem Abstand von der Nase und den Ohren, ohne jemals unter die Höhe des Mundes zu fallen, was ihrer gesamten Kopfform eine große Vornehmheit verlieh. Sie hatte gesunden Menschenverstand mit einem sehr guten Geschmack, wenig Geist mit einer charmanten Zurückhaltung. Sie war nicht immer gleichermaßen zufrieden mit dem guten Benehmen ihres Mannes (Prinz Louis von Lothringen, Großstallmeister von Frankreich), da er sich nicht immer in ausreichend guter Gesellschaft zeigte; daher sagte sie ihm eines Tages in meiner Gegenwart mit einem feierlichen Blick der Parteilichkeit:“Monsieur, wenn ich Sie noch in den Tuilerien treffe, wie Sie dort mit den Herren Rivarol und Champcenetz spazieren gehen, können Sie damit rechnen, und ich gebe Ihnen mein Ehrenwort, dass ich vor ihnen einen Knicks machen werde!„.“ – Madame de Créquy[13]
- „In einem Hôtel an der Place du Carrousel fand die Gesellschaft Madame de Brionne vor. Sie war eine Prinzessin im vollen Umfang des Wortes und mit allen Äußerlichkeiten des Stolzes, sie war würdig, imposant, hoch in ihrer Haltung, streng in ihren Manieren und hielt die Leute auf Distanz. Sie schien ihre Blicke für Gnaden, ihre Worte für Dienste und ihre Vertrautheit für Wohltaten zu halten. Sie hatte die Seele ihres Gesichts, ihr fehlte die Wärme, die Lebendigkeit; aber die Sicherheit ihres Urteils, die Feinheit ihres Takts, ein seltener Sinn, den sie in der Praxis der politischen Angelegenheiten erworben hatte, eine Leichtigkeit des Sprechens, die wunderbar war, die Beständigkeit ihrer Freundschaft, eine Mischung aus Steifheit, kalter Größe, verschafften ihr die Achtung der Welt, die sich ihrem Salon nur mit einer gewissen Verlegenheit näherte.“ – Edmond und Jules de Goncourt.[14]

## Porträts
- Jean-Baptiste Lemoyne, Brustbild von Louise-Julie-Constance de Brionne, Marmor, Nr. 162 des Salons von 1763, Schwedisches Nationalmuseum, Stockholm.[15] Diese Büste inspirierte Voltaire zu einigen Versen:[16]

« Brionne, de ce buste admirable modèle / Le fut de la vertu comme de la beauté; / L’amitié le consacre à la postérité, / Et s’immortalise avec elle. »
„Brionne, durch dieser Büste bewundernswert dargestellt, / Sie war in der Tugend wie in der Schönheit; / Die Freundschaft weiht sie der Nachwelt, / Und verewigt sich mit ihr“.

## Archive
- Archives départementales des Yvelines, Montigny-le-Bretonneux.
- Archives nationales, Paris, Minutes et répertoires du notaire Pierre Louis Laideguive, janvier 1741 - décembre 1750, darin der Ehevertrag zwischen Louis-Charles de Lorraine und Louise-Julie-Constance de Rohan-Rochefort (francearchives.fr).